# نيستور مانفريدي
نيستور مانفريدي (بالإسبانية: Néstor Manfredi) هو لاعب كرة قدم ومدرب كرة قدم أرجنتيني في مركز الهجوم، ولد في 22 أغسطس 1942 في روساريو في الأرجنتين. لعب مع روزاريو سنترال ولوس أنديس ونادي أتليتيكو كولون.

## وصلات خارجية
- نيستور مانفريدي على موقع قاعدة بيانات كرة القدم.إي يو (الإنجليزية)
- نيستور مانفريدي على موقع أوليمبيديا (الإنجليزية)